# VIVIsectVI
VIVIsectVI (uttalas "Vivisect Six") är ett album av industrialbandet Skinny Puppy som utgavs den 12 september 1988. Albumets titel är en ordlek som associerar vivisektion med satanism.

## Låtlista
1. "Dogshit" – 3:55
2. "VX Gas Attack" – 5:36
3. "Harsh Stone White" – 4:29
4. "Human Disease (S.K.U.M.M.)" – 6:18
5. "Who's Laughing Now?" – 5:28
6. "Testure" – 5:06
7. "State Aid" – 3:54
8. "Hospital Waste" – 4:37
9. "Fritter (Stella's Home)" – 3:31
10. "Yes He Ran" – 6:28
11. "Punk in Park Zoo's" – 2:30
12. "The Second Opinion" – 4:59
13. "Funguss" – 4:05

Alla sånger av Ogre/Key/Goettel/Ogilvie. Spår 10-13 finns enbart på CD-utgåvan.